# Cerro Nazareno
Cerro Nazareno är en kulle i Argentina.   Den ligger i provinsen Corrientes, i den nordöstra delen av landet, 600 km norr om huvudstaden Buenos Aires. Toppen på Cerro Nazareno är 176 meter över havet.
Terrängen runt Cerro Nazareno är huvudsakligen mycket platt. Cerro Nazareno är den högsta punkten i trakten. Trakten runt Cerro Nazareno är nära nog obefolkad, med mindre än två invånare per kvadratkilometer.. Det finns inga samhällen i närheten. 
Trakten runt Cerro Nazareno består i huvudsak av gräsmarker.